# نیروی هوایی سلطنتی تایلند
نیروی هوایی پادشاهی تایلند در سال ۱۹۱۳ به عنوان یکی از نخستین نیروهای هوایی آسیا برپا گردید. این نیرو در چندین نبرد بزرگ و کوچک درگیر بوده‌است. در خلال جنگ ویتنام نیروی هوایی تایلند با تجهیزات نیروی هوایی ایالات متحدهٔ آمریکا پشتیبانی می‌شد.

## تاریخچه
در فوریهٔ ۱۹۱۱ خلبان بلژیکی کارل ون دن بورن برای نخستین بار هواپیمایی را در سیام در میدان سوارکاری ساپاثوم به نمایش گذاشت. مقامات سیامی تحت تأثیر این اختراع قرار گرفته و در ۲۸ فوریه ۱۹۱۲ سه افسر را برای آموزش خلبانی به فرانسه که در آن زمان مرکز توسعه هوانوردی بود گسیل داشتند. پس از یادگیری پرواز هر سه افسر در نوامبر ۱۹۱۳ با هشت هواپیما (چهار برِگه و چهار نیوپر ۴) به سیام بازگشتند. در مارس سال بعد آنها از فرودگاه ساپاثوم به دن موانگ منتقل شدند.
وزارت دفاع کادر پروازی را زیر نظر دپارتمان کل بازرسی مهندسی ارتش گذاشت. پرنس پوراچاترا، فرماندهٔ مهندسان ارتش و برادرش پرنس چاکرابونگسه بووانات در توسعهٔ خدمات هواناوبری پادشاهی سیام که در سال ۱۹۱۹ این نام بر آن گذاشته شد نقش داشتند. در سال ۱۹۳۷ این نهاد به عنوان یک خدمات مستقل به نام نیروی هوایی پادشاهی سیام تغییر نام پیدا کرد، ولی قدرت گرفتن گروه قومی تای باعث شد که این نام تا سال ۱۹۳۹ بیشتر به کار نرود و از این تاریخ نام نیروی هوایی پادشاهی تایلند بر آن گذاشته شد. در خلال جنگ فرانسه و تایلند نیروی هوایی تایلند چندین پیروزی هوایی در برابر نیروی هوایی فرانسهُ ویشی داشت. در خلال جنگ جهانی دوم نیروی هوایی تایلند ارتش تایلند را در سال ۱۹۴۲ هنگام اشغال ایالت‌های شان برمه پشتیبانی می‌کرد. برمه در آن زمان متحد ژاپنی‌ها بود. نیروی هوایی تایلند از بانکوک در برابر پرواز هواپیماهای متحدین در دوره‌های بعدی جنگ دفاع می‌کرد. برخی از پرسنل نیروی هوایی تایلند به مقاومت در برابر ژاپنی‌ها کمک می‌کردند. پس از جنگ جهانی دوم نیروی هوایی تایلند سه فروند سی-۴۷ را برای پشتیبانی از سازمان ملل در جنگ کره فرستاد. خلبان سی-۴۷ در جنگ ویتنام نیز به نیروی هوایی ایالات متحده آمریکا پیوستند. در امتداد مرزها نیروی هوایی تایلند عملیات بسیاری علیه نیروهای کمونیست مانند بان نام تا در لائوس انجام داد. همچنین درگیری‌هایی با نیرویهای ویتنام در طول مرز تایلند و کامبوج داشت. پس از دوران جنگ سرد نیروی هوایی تایلند در عملیات پشت مرزی ۹۶۳۱ در طول مرز تایلند-برمه در سال ۱۹۹۹ شرکت کرده و در خارج کردن اتباع خارجی از کامبوج در خلال شورش‌های پنوم پن سال ۲۰۰۳ نقش داشت.

## رویداد‌های ورزشی

### جوجیتسو برزیلی
سیام کاپ از سال ۲۰۱۷ هر ساله به میزبانی نیروی هوایی پادشاهی تایلند در بانکوک برگزار می‌شود. این مسابقات بیش از ۴۰۰ مبارز از بیش از ۵۰ کشور را برای رقابت دورهم جمع می‌کند.